# Cleisocentron pallens
Cleisocentron pallens là một loài thực vật có hoa trong họ Lan. Loài này được (Cathcart ex Lindl.) N.Pearce & P.J.Cribb mô tả khoa học đầu tiên năm 2001.